# Zone archéologique du Salentino
La zone archéologique du Salentino est un site archéologique situé dans le district du Salentino, un quartier de la commune d'Acquaviva delle Fonti, dans la ville métropolitaine de Bari dans les Pouilles.

## Territoire
La ville ancienne est située à proximité de l'ancienne église Santa Maria della Palma, abandonnée depuis le XVIIIe siècle, et de la ferme environnante, à 3 km d'Acquaviva. Sa découverte a eu lieu lors de la construction d'un réservoir de l'aqueduc des Pouilles et des fouilles ont ensuite été réalisées en trois campagnes.
Déjà habitée à l'âge du bronze, elle devint Salentium avec les Peucètes. Au Moyen Âge, elle a contribué à la naissance de l'Acquaviva actuelle avec l'union des villages de Sanctus Erasmus et Malanum.

## Archéologie
La découverte d'un tombeau ossuaire datant des VIe et VIIe siècles est particulièrement intéressante d'où provient une cruche avec une décoration peinte, faisant référence à ce contexte du début du Moyen Âge sur lequel se dressa probablement plus tard l'église Santa Maria. L'édifice tel qu'il apparaît aujourd'hui semble suivre le tracé planimétrique du transept d'une basilique plus ancienne. La typologie architecturale romano-gothique et la série de fresques sur les murs (aujourd'hui complètement disparues) conduisent à dater les dernières interventions des XVe et XVIe siècles.